# Scopula chionaeata
Scopula chionaeata är en fjärilsart som beskrevs av Herrich-Schäffer 1870. Scopula chionaeata ingår i släktet Scopula och familjen mätare. Inga underarter finns listade.